# Benjamin Conz
Benjamin Conz (Saint-Ursanne, 13 settembre 1991) è un hockeista su ghiaccio svizzero che gioca, dalla stagione 2017-2018, nella Lega Nazionale A con l'HC Ambrì-Piotta.

## Statistiche
Statistiche aggiornate ad aprile 2012.

### Club
| Stagione  | Squadra             | Stagione regolare | Stagione regolare | Stagione regolare | Stagione regolare | Playoff | Playoff | Playoff |
| Stagione  | Squadra             | Lega              | P                 | GAA               | SVS%              | P       | GAA     | SVS%    |
| --------- | ------------------- | ----------------- | ----------------- | ----------------- | ----------------- | ------- | ------- | ------- |
| 2006-2007 | Genève-Servette U20 | Elite Jr. A       | -                 | -                 | -                 |         |         |         |
| 2007-2008 | Genève-Servette U17 | Elite Novizen     | 17                | -                 | -                 |         |         |         |
|           | Genève-Servette U20 | Elite Jr. A       | 25                | -                 | -                 | -       | -       | -       |
|           |                     | Playout           | 5                 | -                 | -                 | -       | -       | -       |
|           | Schweiz U-20        | NLB               | 4                 | 5.06              | -                 | -       | -       | -       |
| 2008-2009 | Genève-Servette     | NLA               | 21                | 2.48              | 0.906             | 3       | 4.29    | -       |
|           | Genève-Servette U20 | Elite Jr. A       | 17                | -                 | -                 | -       | -       | -       |
|           | Schweiz U-20        | NLB               | 1                 | 7                 | -                 | -       | -       | -       |
| 2009-2010 | Langnau             | NLA               | 20                | 3.2               | 0.908             | -       | -       | -       |
|           |                     | Playout           | 10                | 3.47              | 0.903             | -       | -       | -       |
|           | Lausanne            | NLB               | 3                 | 4.36              | -                 | 2       | 3.8     | -       |
| 2010-2011 | Langnau             | NLA               | 46                | 2.98              | 0.906             | 4       | 3.44    | .917    |
| 2011-2012 | Lugano              | NLA               | 50                | 2.73              | 0.907             | 6       | 3.68    | .886    |
| 2012-2013 | Gottéron            | NLA               |                   |                   |                   |         |         |         |
|           |                     |                   |                   |                   |                   |         |         |         |

### Nazionale
| Stagione  | Livello               | Risultati        | Risultati | Risultati | Risultati |
| Stagione  | Livello               | Competizione     | P         | GAA       | SVS%      |
| --------- | --------------------- | ---------------- | --------- | --------- | --------- |
| 2006-2007 | Switzerland U17 (all) | International-Jr | -         | -         | -         |
|           | Switzerland U16 (all) | International-Jr | -         | -         | -         |
| 2007-2008 | Schweiz U-20          | NLB              | 4         | 5.06      | -         |
|           | Switzerland U18       | WJC-18           | 4         | 3.25      | 0.856     |
|           | Switzerland U20 (all) | International-Jr | 2         | -         | -         |
|           | Switzerland U18 (all) | International-Jr | -         | -         | -         |
| 2008-2009 | Schweiz U-20          | NLB              | 1         | 7         | -         |
|           | Switzerland U18       | WJC-18           | 6         | 4.95      | 0.875     |
|           | Switzerland U18 (all) | International-Jr | 2         | 3.5       | 0.897     |
| 2009-2010 | Switzerland U20       | WJC-20           | 7         | 4.76      | 0.893     |
|           | Switzerland U20 (all) | International-Jr | 2         | 3.84      | 0.893     |
| 2010-2011 | Switzerland (all)     | International    | 4         | 1.22      | 0.941     |
|           | Switzerland U20       | WJC-20           | 6         | 2.97      | 0.918     |
|           | Switzerland U20 (all) | International-Jr | 9         | 3.09      | 0.91      |

## Palmarès

### Squadra
- Coppa Spengler: 1

2022

### Individuale
- Campionato del mondo U-18:

2009: Top 3 Player on Team
- Campionato del mondo U-20:

2010: All-Star Team
2010: Best Goaltender
2011: Top 3 Player on Team